# 常磐上矢田町
常磐上矢田町（じょうばん かみやだまち）は、福島県いわき市にある大字である。郵便番号は971-8131。

## 地理
いわき市中央部の常磐地区に属する。北で自由ケ丘、北東で郷ケ丘、東で中央台飯野、南で鹿島町下矢田、鹿島町鹿島、常磐松久須根町、西で平上荒川とそれぞれ隣接する。また中央部は丘陵地の大規模な造成により若葉台として分離新設されている。概ね町村制施行以前の磐前郡上矢田村の流れを汲む地域である。二級水系藤原川水系矢田川上流域を主な範囲とし、常磐三沢町、常磐松久須根町と共に湯本川とその支流流域の常磐地区の他地域とは尾根筋を隔てている。川沿いの低地に水田が広がり、幹線道路に沿い住居や商業施設が点在する。その他は丘陵地が広がるが、自由ケ丘、郷ケ丘、中央台と大規模なニュータウンが造成され、のちにそれぞれ当地域より分離新設された。域内西部では国道49号が国道6号より起点として分岐する常磐上矢田交差点があり、市内有数の交通の要衝となっている。平正内町内に所在するいわき中央警察署及び常磐消防署がそれぞれ管轄にあたる。

### 主な字
字
複数の字を持つが、地名の表記に「字」の文字は使用されない。
- 坂下
- わらび作
- 居作
- 太良作
- 道上作
- 磐ノ作
- 穂町作

- 深田
- 頭田
- 山ノ神前
- 江添
- 荒神作
- 北ノ内
- 南ノ内

- 竹ノ下
- 小屋下
- 中沢目
- 花木下
- 田端
- 湯草田
- 中屋敷

- 寺ノ作
- 上ノ作
- 申田
- 獺沢
- 草ケ谷

### 河川
- 矢田川（二級水系藤原川水系）

## 歴史
- 1879年1月27日 - 平藩領上矢田村が福島県内における郡区町村制の施行により磐前郡の村となる[4]。
- 1889年4月1日 - 町村制の施行により上矢田村が松久須根村、三沢村、米田村、飯田村、走熊村、下矢田村、下蔵持村、上蔵持村、久保村、船戸村、御代村と合併し、磐前郡鹿島村が成立する。旧上矢田村域は鹿島村の大字となる[4]。
- 1896年4月1日 - 磐前郡と周辺郡との合併により石城郡が発足し、石城郡鹿島村となる[4]。
- 1953年10月10日 - 石城郡小名浜町に編入され、小名浜町の大字となる[4]。
- 1954年3月29日 - 大字松久須根、三沢と共に湯本町に編入され、湯本町の大字となる。
- 1954年3月31日 - 磐崎村と合併し常磐市が成立、常磐市の大字となる[4]。
- 1966年10月1日 - 常磐市が平市・勿来市・内郷市・磐城市、石城郡小川町・遠野町・四倉町・川前村・田人村・好間村・三和村、双葉郡久之浜町・大久村と合併しいわき市となり、いわき市常磐地区の大字となる[4]。
- 1970年より - 宅地造成に伴い北部の一部が自由ケ丘として分離され新設される[4]。
- 1974年より - 宅地造成に伴い北東部の一部が郷ケ丘として分離され新設される[4]。
- 1978年 - 宅地造成に伴い中央部の一部が若葉台として分離新設される[4]。
- 1982年12月 -宅地造成に伴い東部の一部が中央台飯野として分離され新設される[4][5]。

## 世帯数と人口
2023年10月31日現在の世帯数と人口は以下の通りである。
| 大字         | 世帯数  | 人口  |
| ------------ | ------- | ----- |
| 常磐上矢田町 | 106世帯 | 326人 |

## 小・中学校の学区
市立小・中学校に通う場合、学区は以下の通りとなる。
| 番地 | 小学校                   | 中学校                   |
| ---- | ------------------------ | ------------------------ |
| 全域 | いわき市立中央台北小学校 | いわき市立中央台北中学校 |

## 交通

### 道路
- 国道6号常磐バイパス
- 国道49号平バイパス
- 福島県道26号小名浜平線（鹿島街道）

## 施設
- スターバックスコーヒー いわき鹿島街道店
- 浜通り交通 平営業所
- いわき民報